# Glenn Tipton
Glenn Raymond Tipton (Blackheath, Reino Unido, 25 de octubre de 1947) es un músico británico, conocido por formar parte de la banda inglesa de heavy metal, Judas Priest. Es reconocido como uno de los más grandes e influyentes guitarristas de la historia del heavy metal.

## Biografía
Después de formar parte de distintos grupos durante el principio de los años 70, como la "Flying Hat Band", donde grabó un álbum de estudio, que la discográfica Vertigo no lanzó nunca porque mostraba cierto parecido con los anteriores álbumes de Black Sabbath.
Cuando Glenn Tipton se unió a Judas Priest en 1974, unos meses antes de la grabación del primer álbum: Rocka Rolla, iba a ser solamente algo temporal hasta que encontrase algo mejor. Desde entonces no ha dejado la banda, como tampoco lo ha hecho su compañero Ian Hill.
Dentro de Judas Priest, Tipton destaca por sus famosos solos de guitarra, por los solos intercalados con K.K. Downing, el uso de técnicas complejas como Sweep-picking, que es usada por guitarristas como Yngwie Malmsteen, Marty Friedman, Paul Gilbert, Michael Angelo Batio, entre otros, la cual fue introducida al estilo de la banda en el álbum Defenders of the Faith, de 1984.
Son notables los solos de Beyond the Realms of Death, del álbum Stained Class de 1978, You've Got Another Thing Comin', de Screaming for Vengeance en 1982, el primer solo de Painkiller, del álbum homónimo de 1990, el solo a capela de la canción heavy metal, del álbum Ram it Down, el duelo de solos con K.K. Downing en Ram it Down, del álbum del mismo nombre de 1988, sólo por nombrar algunos de sus mejores trabajos a lo largo de toda su carrera.
Su equipo consta con frecuencia de amplificadores Marshall y guitarras "Hamer", destacando la "Hamer Phantom" negra, usada desde 1990 y su guitarra personalizada "Hamer Glenn Tipton" desde 1984, también uso por mucho tiempo desde 1980 una Gibson SG que más tarde subastó para donar las ganancias a niños con cáncer, hacia los finales de la década de los 70 uso una Gibson Les Paul negra.
En 1997, durante los años de hiato de Priest, después de la salida de Rob Halford de la banda, Tipton lanzó Baptizm of Fire, su primer álbum en solitario al lado de grandes músicos como Don Airey, John Entwistle, Robert Trujillo, Billy Sheehan y Cozy Powell. En 2006 sacó otro álbum, "The Edge of the World", con canciones que había grabado durante la época de Baptizm of Fire junto con los ya fallecidos John Entwistle y Cozy Powell.
Tipton y K.K. Downing formaron uno de los tándems guitarrísticos más importantes e influyentes del Heavy metal; siendo uno de los primeros en dicho estilo.
El 12 de febrero del 2018 anuncia que deja la gira con el grupo al padecer la enfermedad de Parkinson.

## Influencias
Spencer Davis fue el primer grupo que recuerda haber visto en directo. Otras de sus grandes influencias son Jimi Hendrix, Deep Purple, Led Zeppelin, entre otros. Escuchaba con frecuencia a Fleetwood Mac, grupo que vio varias veces en vivo e incluso versionó la canción «The Green Manalishi».
Su inspiración principal es Rory Gallagher. Le influenció no solo en la música sino en la cantidad de energía que desprendía en la forma de tocar, lo vio varias veces de joven.
Siempre pensó que los Rolling Stones y The Beatles eran grandes bandas.
Siempre mira hacia adelante y escucha diferentes bandas nuevas de metal. Al tocar, siempre intenta hacerlo todo a su manera, sin imitar a nadie (de ahí gran parte del estilo único de Judas Priest). Piensa que copiar algo determinado termina siendo aburrido, no es sofisticado, y como compositor muchas ideas se quedan estancadas y no van adelante. Siempre intenta ver hacia adelante y dejar atrás esas ideas.
Es apasionado de la música clásica y las bandas sonoras de películas. A pesar de todo, reconoce que su único género favorito y por el que vive es el Heavy Metal, aunque se da la libertad de escuchar de todo, ya que al momento de componer siempre es mejor escoger dentro de una gran gama de influencias.

## Guitarras
- Fender Stratocaster (1961), con el acabado original Sunburst.
- Fender Stratocaster (1969), custom negra con el golpeador plateado
- Gibson Les Paul Custom
- Gibson SG custom
- Hamer Phantom GT
- Hamer Custom GT
- Guitarras acústicas ESP y OVATION
- John Diggins Custom
- Gibson Explorer

## Aficiones
Es gran amante de la naturaleza y todos los animales (incluyendo los perros), más una gran variedad de otros pasatiempos y deportes. Es aficionado al tenis, el golf, el fútbol y la F1. Jugaba al fútbol en la escuela con equipos de pueblos cercanos hasta que tuvo una rotura de ligamento. En la actualidad sigue viendo partidos de fútbol y grandes competiciones.
Monta y crea sus propios coches, aviones y helicópteros teledirigidos. También tiene un par de motos de trial y va de vez en cuando a un campo que tiene cerca a saltar.
Le encanta el arte, dibujar y pintar. Esto lo encuentra como una alternativa a la música como método de expresión.
Su gran pasión es la pesca, desde pequeño le encantaba desconectar e ir por el río de pesca y aun la practica en EE. UU., Canadá, los Andes en Chile, en algunas otras partes de América del Sur y Nueva Zelanda.

## Discografía

### En solitario
- Baptizm of Fire (1997)
- Edge of the World (2006)

### Judas Priest
- Véase Anexo:Discografía de Judas Priest.